# Lepyrodia monoica
Lepyrodia monoica là một loài thực vật có hoa trong họ Restionaceae. Loài này được F.Muell. mô tả khoa học đầu tiên năm 1873.